# Bremia bifurcata
Bremia bifurcata är en tvåvingeart som beskrevs av Jean-Jacques Kieffer 1904. Bremia bifurcata ingår i släktet Bremia och familjen gallmyggor.
Artens utbredningsområde är Frankrike. Inga underarter finns listade i Catalogue of Life.